# Cal Orcko
Cal Orcko (Cal Orck'o: berg van kalk in het Quechua) is een paleontologische vindplaats in Bolivia. De plaats ligt ongeveer 5 km ten westen van de plaats Sucre en bevat meer dan 5000 sporen van dinosauriërs en andere dieren uit het late Krijt. Het is tot nu toe de grootste vindplaats van dinosauriërsporen in de wereld. De vindplaats staat op de nominatie voor de Werelderfgoedlijst.

## Geschiedenis
In 1994 werd in een kalkgroeve van de Fabrica Nacional de Cementos FANCESA, een cementfabriek, een vondst gedaan van meer dan 5000 fossiele sporen van meer dan 300 diersoorten. De sporen stammen uit het late Krijt en zijn een onderdeel van de Molinaformatie (ca. 68 miljoen jaar oud). Ze bevinden zich in een wand van kalksteen van 25000 m², in een hellingshoek van 70°.
De vondst kon worden gedaan doordat de grootschalige afgraving ten behoeve van het cement bij het bereiken van die wand was verplaatst, omdat het een minder bruikbare soort kalk betrof. Omdat de wand toen aan wind- en watererosie werd blootgesteld, kwamen de sporen tevoorschijn. Door een paleontologische expeditie van zes weken (juli - augustus 1998) door diverse buitenlandse experts (onder leiding van Prof.dr. Christian Meyer van de universiteit van Bazel) is de vondst onderzocht en gecatalogiseerd.

## Ontstaan
In het late Krijt bevond zich op deze plek een zoetwatermeer, waar de dinosauriërs kwamen foerageren. Zij lieten in de modder van de oevers hun voetsporen achter. Deze voetsporen werden op hun beurt weer opgevuld met sediment en een nieuwe laag werd gevormd. In totaal zijn een zevental lagen gevormd, met ieder zijn sporen en fossielen. Door geologische activiteit is in later tijd de bodem scheefgesteld. Toen, na het stopzetten van de afgraving door de cementmaatschappij, weer en wind vat kregen op de lagen, werd eerst de (zachtere) vulling van de sporen weggeërodeerd en kwamen de sporen tevoorschijn.

## Vondsten
Er zijn meer dan 5000 sporen gevonden van wel 293 verschillende dinosauriërsoorten.
De meest spectaculaire was die van de viervoetige Titanosaurus, een planteneter met een lengte van 15 tot 25 meter.
Voetsporen van tweevoetige vleesetende dinosauriërs (Theropoda) zijn goed vertegenwoordigd. Ze werden gemaakt door verschillende soorten van tussen de 1,2 en 6 meter hoog. Sommige sporen laten zien dat een dier mank liep, andere dat snelheden tot wel 30 km/uur werden gehaald. Een spoor van een theropode kan wel 350 m worden gevolgd en is zo het langste spoor ter wereld.
Wetenschappelijk de belangrijkste sporen zijn van Ankylosaurus; een viervoeter met een zwaar rugpantser. Dit is de eerste vondst van dit dier in Zuid-Amerika en de belangrijkste in de wereld.

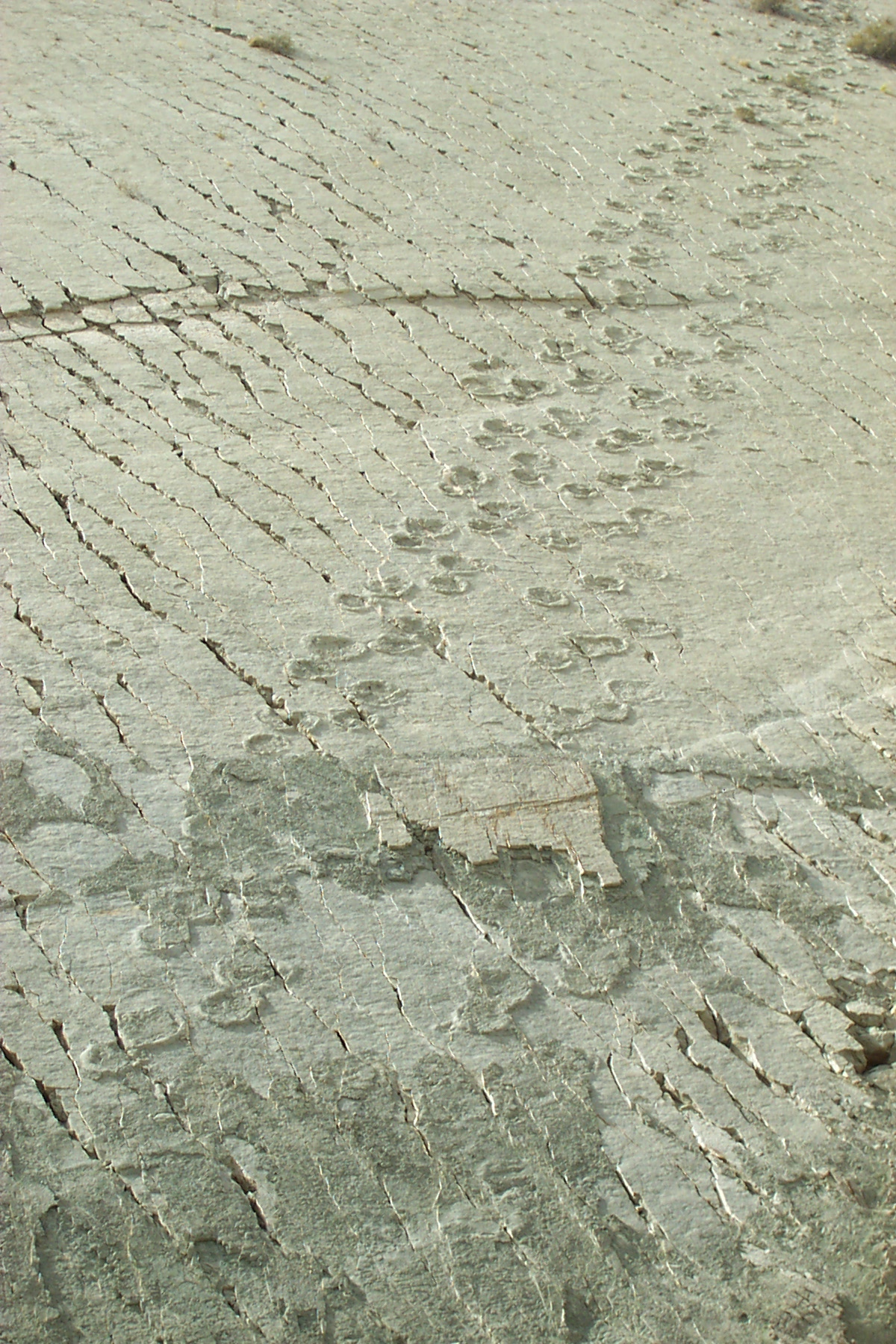
Spoor van een Titanosaurus met jong

Behalve dinosauriërsporen zijn er ook fossielen gevonden van vissen, schildpadden, krokodillen en zoetwaterslangen. Op de foto is het spoor van een Titanosaurus te zien, met daarnaast de sporen van een jong.

## Heden
De vondst heeft voor Sucre een grote toeristische waarde. De toeristen worden met de "Dino-Truck" (een pick-uptruck met open laadbak) vanuit het centrum van Sucre naar de site vervoerd. Verder werd in eerste instantie weinig aan bescherming en ontwikkeling gedaan. De omstandigheden die tot de ontdekking hebben geleid (erosie van de toplaag van de wand) zijn ook de grootste bedreiging. Als weer en wind vrij spel houden, dan zal de wand door binnensijpelend regenwater instorten en zijn de huidige sporen snel verdwenen. Hoewel aan te nemen is, dat er zich in de dan vrijkomende lagen, weer andere sporen zullen bevinden, is men toch gestart met het aanbrengen van een beschermende laag. Verder wordt, in samenwerking met de universiteit van Bazel, de toeristische ontwikkeling ter hand genomen en is er in 2006 bijvoorbeeld een museum annex Dinosauriërthemapark op de groeve aangelegd. Terzelfder tijd is de site aangemeld (en zal waarschijnlijk worden geaccepteerd) voor de Werelderfgoedlijst.